# 기타야마토촌
기타야마토촌(北倭村)은 나라현 북부 이코마군에 속해있던 촌이다.

## 역사
- 1889년 4월 1일 - 정촌제 시행에 의해 기타야마토촌이 성립하였다.
- 1897년 4월 1일 - 군제 시행에 의해 이코마군으로 변경되었다.
- 1957년 3월 31일 - 야마토코리야마시에 편입해, 소멸하였다.

## 참고문헌
- 生駒市誌編纂委員会 編『生駒市誌（通史・地誌編）V』生駒市役所、1985年。

.